# Балавадзе, Василий Константинович
Василий Константинович Балавадзе — советский хозяйственный, государственный и политический деятель.

## Биография
Родился 14 января 1911 года в селе Ганир-Квитири в Грузии, брат Максим Константинович Балавадзе. Член КПСС с 1943 года.
| - 5.1948              | заместитель министра государственной безопасности Грузинской ССР по кадрам |
| 5.1948 -              | заместитель министра государственной безопасности Грузинской ССР |
| 8.12.1951 - 1952      | 2-й секретарь Абхазского областного комитета КП(б) Грузии |
| - 1952                | заведующий Отделом партийных, профсоюзных и комсомольских органов ЦК КП(б) Грузии |
| 1952 - 18.4.1953      | 1-й секретарь Тбилисского городского комитета КП(б) - КП Грузии, на научной работе в Академии наук Грузинской ССР |
| 18.9.1952 - 14.4.1953 | кандидат в члены Бюро ЦК КП(б) - КП Грузии |
| 1929 - 1986           | на комсомольской и партийной работе в Закавказской СФСР и Грузинской ССР, начальник треста «Закконсервтрест», начальник строительства Горийской консервной фабрики, участник Великой Отечественной войны, на партийной работе в Абхазской ССР делегат XIX съезда КПСС |